# ژان-باتیست دورتینیاک
ژان-باتیست دورتینیاک (فرانسوی: Jean-Baptiste Dortignacq‎; ۲۵ آوریل ۱۸۸۴ – ۱۳ مهٔ ۱۹۲۸) دوچرخه‌سوار اهل فرانسه بود.